# 北海道室蘭清水丘高等学校
北海道室蘭清水丘高等学校（ほっかいどうむろらんしみずがおかこうとうがっこう、Hokkaido Muroran Shimizugaoka High School）は、北海道室蘭市にある公立（道立）の高等学校。地元での略称は、水校（みずこう）。前身は女学校だったため、1949年の男女共学化に伴う名称変更が必要となった際には、「仮称・室蘭常盤高等学校」としていた。これは北海道室蘭区立実科高等女学校が常盤町の現・常盤公園にあったため。しかし、近くに市立常盤小学校があったことから、これを避けるため現校名とした経緯がある。

## 沿革
- 1917年（大正6年）3月 - 北海道室蘭町立実科高等女学校を設置。
- 1918年（大正7年）3月 - 北海道室蘭区立実科高等女学校と改称。
- 1919年（大正8年）4月 - 北海道庁立高等女学校と改称。
- 1948年（昭和23年）4月 - 学制改革により北海道立室蘭女子高等学校となる。
- 1949年（昭和24年）4月 - 北海道室蘭清水丘高等学校と改称、男女共学化。
- 1953年（昭和28年）
  - 4月 - 家政科設置、定時制普通科設置。
  - 6月 - 校歌制定（作詞：風巻景次郎、作曲：長谷川良夫）。
- 1969年（昭和44年）4月 - 英語科設置、家政科募集停止。
- 1987年（昭和62年）11月 - 校訓制定。
- 1992年（平成4年）4月 - 定時制普通科募集停止。
- 1995年（平成7年）2月 - 定時制課程閉課。
- 2006年（平成18年）4月 - 単位制導入、英語科募集停止。
- 2008年（平成20年）3月 - 英語科閉科。

## 校歌
- 作詞は国文学者の風巻景次郎であり、北海道室蘭工業高等学校校歌も同氏の作詞。また、作曲は作曲家の長谷川良夫である。

## アクセス
- 道南バス「増市通」下車、徒歩約10分。

## 著名な出身者

### 経済
- 沢邦彦 - 元富士電機ホールディングス社長、元電気学会会長
- 山田和彦 - 元月島ホールディングス会長、元日本産業機械工業会運営幹事

### 学問
- 吉田善明 - 法学者、明治大学教授

### 文化
- 今野雄二-評論家
- 大崎初音 - 雀士
- 織田淳太郎 - ノンフィクション作家
- 長嶋有 - 芥川賞作家
- 和賀勇介 - お笑い芸人（トップリード）

### スポーツ
- 石川武 - バスケットボール指導者、日本体育大学教授、日本バスケットボール協会専務理事
- 川本治 - サッカー指導者
- 高橋正弘 (サッカー指導者) - サッカー指導者
- 明井寿枝 - バレーボール審判員（FIVB公認国際審判員）